# Geocoris scudderi
Geocoris scudderi är en insektsart som beskrevs av Carl Stål 1874. Geocoris scudderi ingår i släktet Geocoris och familjen Geocoridae. Inga underarter finns listade i Catalogue of Life.